# Októberi Forradalom érdemrend
Az Októberi Forradalom érdemrend (oroszul: Орден Октябрьской Революции transzliteráció: orgyen oktyabrjszkoj revoljucii) a Nagy Októberi Szocialista Forradalom 50. évfordulójának tiszteletére a Szovjetunió által 1967. október 31-én alapított közvetlenül a Lenin-rend után következő magas elismerés volt. Megkaphatták szovjet és külföldi állampolgárok, intézmények, alkotó közösségek és katonai egységek egyaránt. Összesen 106 462 került adományozásra.

## Leírása

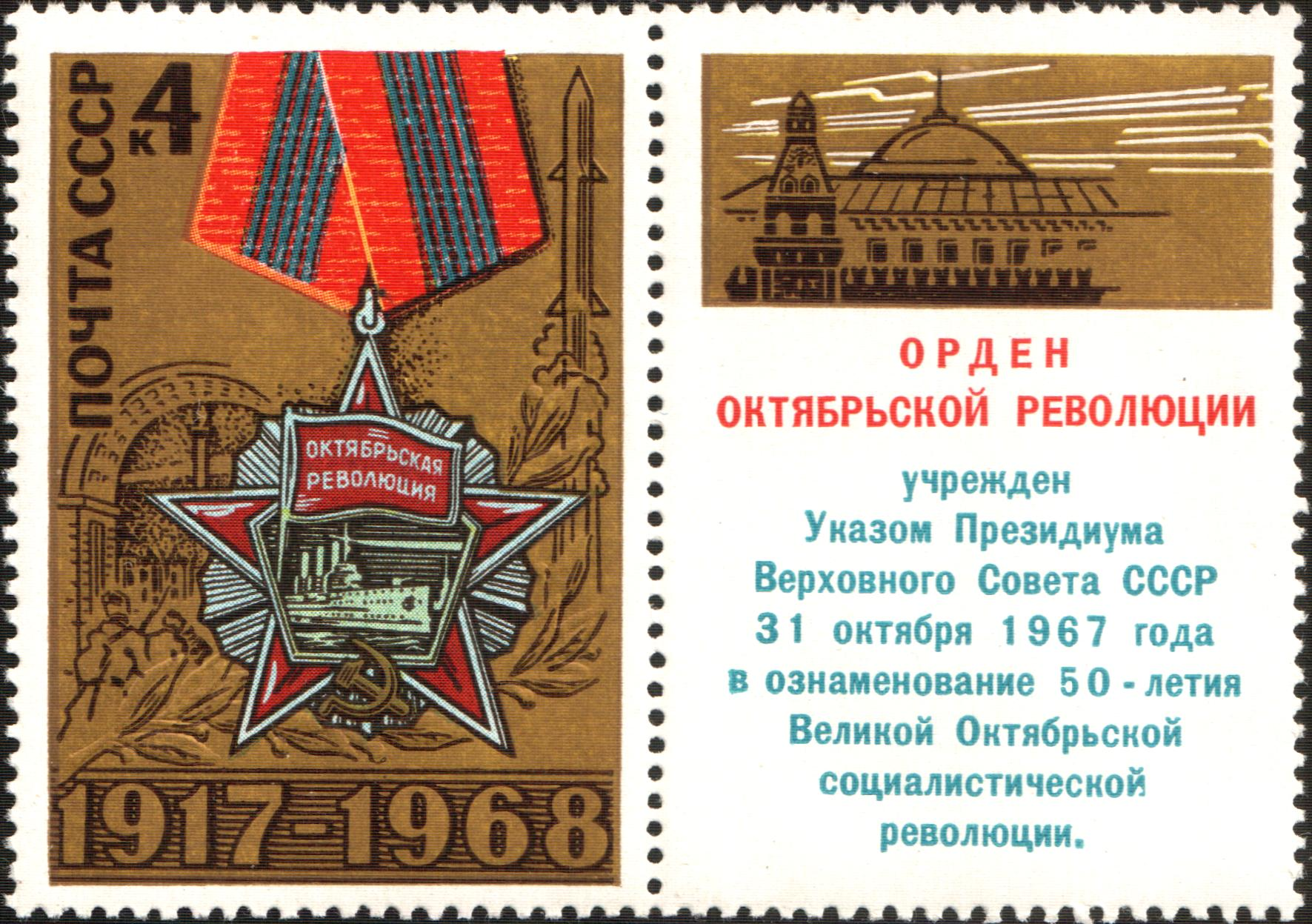
1968-as szovjet emlékbélyeget is kiadtak a kitüntetésről

A kitüntetés egy aranyló sugarak által körbevett vörös csillag, melynek a közepén egy ötszög alakú kép látható az Aurora cirkálóról. A cirkáló felett egy lengő vörös zászló áll, melyre nagy betűkkel rá van írva, hogy "ОКТЯБРЬСКАЯ РЕВОЛЮЦИЯ" (októberi forradalom). A kitüntetés alsó részére helyeztek még egy sarló és kalapács emblémát is.
A jelvényt a mellkas bal oldali részén kellett viselni és a viselési sorrendet tekintve a Lenin-rend előzte meg. A kitüntetés szalagja egy piros szalag, melynek közepén öt összefüggő vékony kék csík fut.
Anyaga ezüst, melyre aranyozott vörössel borított zománcból készített a csillag. Legnagyobb átmérője a csillagok szárai között 43 milliméter.

## Elismerésben részesültek
Az 1. számú érdemrendet a hős város Leningrád, a másodikat Moszkva kapta. Az elismerést megkapta maga az Auróra cirkáló is, de további hajóknak nem adományozták.
A katonai felső vezetők közül elsők között az 1968-as 50. éves évforduló ünnepségének kitüntetettje volt a marsalli kar jelentős része: Vaszilevszkij marsall, Golikov marsall, Jeromenko marsall, Zsukov marsall, Konyev marsall, Krilov marsall, Mereckov marsall, Moszkalenko marsall, Rokosszovszkij marsall, Szokolovszkij marsall, Tyimosenko marsall, Csujkov marsall, Gorskov flottatengernagy, Versinyin légierő marsall és Voronyin tüzérségi marsall. Valamivel később egyfajta megkülönböztetésként kapta meg Batyickij marsall, Zaharov marsall és Gorbatov tábornok.
Magyar elismert volt Kádár János miniszterelnök, Losonczi Pál, az Elnöki Tanács elnöke és Apró Antal kommunista politikus.

## Fordítás
- Ez a szócikk részben vagy egészben  az   Order of the October Revolution című angol Wikipédia-szócikk ezen változatának fordításán alapul.  Az eredeti cikk szerkesztőit annak laptörténete sorolja fel. Ez a jelzés csupán a megfogalmazás eredetét és a szerzői jogokat jelzi, nem szolgál a cikkben szereplő információk forrásmegjelöléseként.